# Гарро фон Клот-Гейденфельдт
Гарро фон Клот-Гейденфельдт (нім. Harro von Klot-Heydenfeldt; 25 квітня 1911, Рига — 1 липня 1940, Біскайська затока) — німецький офіцер-підводник, капітан-лейтенант крігсмаріне.

## Біографія
Представник знатного балтійського роду. 1 квітня 1931 року вступив на флот. З 29 жовтня 1938 по 16 січня 1940 року — командир підводного човна U-4, на якому здійснив 2 походи (разом 22 дні в морі), з 17 січня по 15 квітня 1940 року — U-20 (3 походи, 25 днів у морі), з 27 квітня 1940 року — U-102. 22 червня вийшов у свій останній похід. 1 липня 1940 року потопив британський торговий пароплав Clearton. Британський есмінець «Вансіттарт» відразу після торпедної атаки U-102 виявив човен і потопив його глибинними бомбами. Всі 43 члени екіпажу загинули.
Всього за час бойових дій потопив 10 кораблів загальною водотоннажністю 26 751 тонну.
| Дата            | Назва корабля                 | Тип               | Тоннаж | Вантаж                                        | Екіпаж | Загинули | Країна             | Конвой |
| --------------- | ----------------------------- | ----------------- | ------ | --------------------------------------------- | ------ | -------- | ------------------ | ------ |
| 22 вересня 1939 | Martti-Ragnar                 | Торговий пароплав | 2,262  | Целюлоза, деревина і сірка                    | 23     | 0        | Фінляндія          |        |
| 23 вересня 1939 | Walma                         | Торговий пароплав | 1,361  | 1622.4 тонни целюлози                         | 18     | 0        | Фінляндія          |        |
| 24 вересня 1939 | Gertrud Bratt                 | Торговий пароплав | 1,510  | Деревна маса, папір, штучні вироби і целюлоза | 20     | 0        | Швеція             |        |
| 27 січня 1940   | Faro (невиправно пошкоджений) | Торговий пароплав | 844    | Баласт                                        | 15     | 8        | Норвегія           |        |
| 27 січня 1940   | Fredensborg                   | Торговий пароплав | 2,094  | Баласт                                        | 20     | 20       | Данія              |        |
| 27 січня 1940   | England                       | Торговий пароплав | 2,319  | Баласт                                        | 21     | 20       | Данія              |        |
| 27 січня 1940   | Hosanger                      | Торговий пароплав | 1,591  | Баласт                                        | 18     | 17       | Норвегія           |        |
| 29 лютого 1940  | Maria Rosa                    | Торговий пароплав | 4,211  | Баласт                                        | 30     | 12       | Королівство Італія |        |
| 1 березня 1940  | Mirella                       | Торговий пароплав | 5,340  | 6900 тонн вугілля                             | 30     | 1        | Королівство Італія |        |
| 1 липня 1940    | Clearton                      | Торговий пароплав | 5,219  | 7320 тонн круп                                | 34     | 9        | Британська імперія | SL-36  |

## Звання
- Кандидат в офіцери (1 квітня 1931)
- Морський кадет (14 жовтня 1931)
- Фенріх-цур-зее (1 січня 1933)
- Оберфенріх-цур-зее (1 січня 1935)
- Лейтенант-цур-зее (1 квітня 1935)
- Оберлейтенант-цур-зее (1 січня 1937)
- Капітан-лейтенант (1 жовтня 1939)

## Нагороди
- Медаль «За вислугу років у Вермахті» 4-го класу (4 роки)